# 桶仔鶏

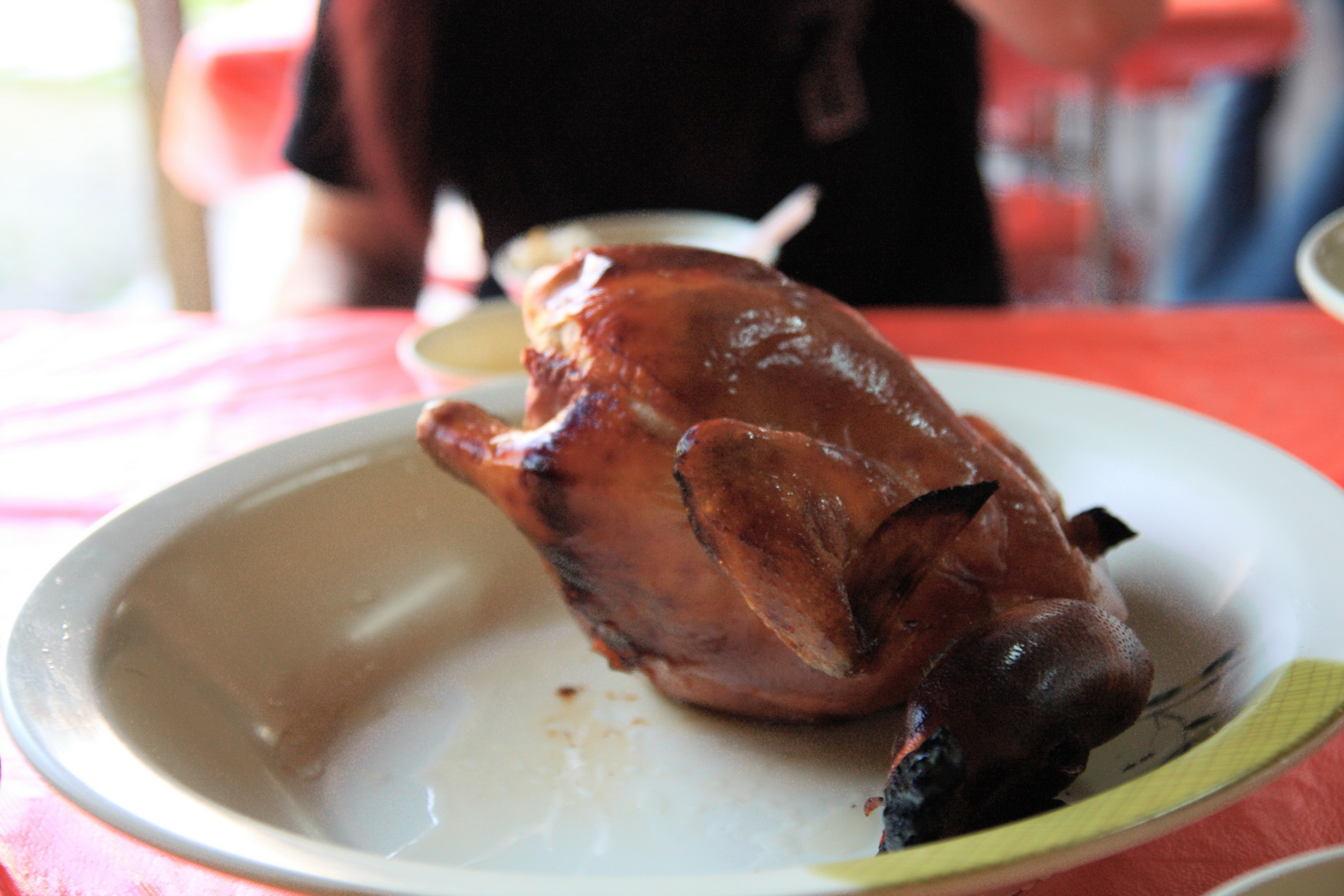
桶仔鶏の例

桶仔鶏（トンズージー、トンザイジー、中国語: 桶仔雞）は、台湾料理の1つ。ドラム缶に例えられるような大きな窯で、調味液に浸けこんだ丸鶏を焼き上げた料理である。
台南市の関子嶺温泉や宜蘭県礁渓温泉の名物料理である。これらの温泉地には山あいに桶仔鶏を提供する名店があるが、こういった店では桶仔鶏のみを提供していることも多い。
伝統的には、薪を使って土窯で焼き上げるが、ガス火を使ったステンレス窯で焼く店もある。
客のテーブルには鶏が丸ごと提供され、用意されたビニール手袋を着用して客自身が鶏を解体しながら食べる。